# 大韓民国の少年法制
大韓民国の少年法制（だいかんみんこくのしょうねんほうせい）は、大韓民国（韓国）における若年者に関する刑事司法制度を概観する項目である。

## 概要
韓国における若年者に関する刑事司法制度の基本法となるのは、少年法（1958年7月24日法律第489号、最終改正1995年1月5日法律第4929号。以下同法の条項は法令名を示さず引用する。）である。少年法は、日本少年法（昭和23(1948)年法律第168号）の強い影響を受けている。
少年法が対象とする若年者は、20歳未満の未成年者（少年）であり、犯罪少年、触法少年及びぐ犯少年の3類型がある。少年保護手続それ自体は日本の少年保護手続によく似ているが、犯罪少年について検事先議制が採用されているため、実際の運用状況は大きく異なり、少年犯罪の処理区分は公訴提起（起訴）及び不起訴処分が圧倒的多数を占めている。

## 歴史
韓国における近代的な少年司法制度の基礎となったのは、朝鮮少年令（昭和17(1942)年制令第6号）である。同令は、基本的に日本旧少年法（大正11(1922)年法律第42号）を模範としつつも、保護処分の対象を20歳未満の者とし、重大な罪を犯した者や16歳以上で罪を犯した者は検察官又は裁判所が送致した場合にのみ保護処分の対象としていた。
1945年8月に日本の支配から解放された後も、韓国においては、同年11月2日アメリカ合衆国軍政法令第21号（法律諸命令の存続）により、朝鮮少年令がその効力を維持した。このことが少年法が検事先議制を採用した背景にあるという見解もある。
国会には、1949年以降、数回にわたって少年法案が提出され、朝鮮戦争、政府内での法案の再検討などを経て、1958年に国会法制司法委員会による代案が可決され、少年法として公布された。同法は、その後数次の改正を経ながらも、その基本的な枠組みに大きな変化はなく、現在に至っている。

## 少年
少年法において、少年とは、20歳未満の者をいう（2条前段）。同法の対象となる少年には、罪を犯した少年（犯罪少年）、刑罰法令に触れる行為をした12歳以上14歳未満の少年（触法少年）及び一定の事由（「保護者の正当な監督に服しない性癖」、「正当な理由がなく家庭を離脱」又は「犯罪性のある者若しくは不道徳な者と交際し、又は自己若しくは他人の徳性を害する性癖」）があって、その性格又は環境に照らして、将来、刑罰法令に触れる行為をするおそれのある12歳以上の少年（ぐ犯少年）の3類型がある（4条1項）。
少年部における2000年から2004年までの5年間の処理人員は、犯罪少年が約88%、触法少年が約12%を占め、ぐ犯少年は10人余りである。本稿では、犯罪少年を司法警察官（日本の司法警察員に類似する。刑事訴訟法196条）が検挙した場合を中心に概説する。

## 準拠法令
少年の刑事事件については、少年法に特別な規定がない限り、一般刑事事件の例による（48条）。

## 捜査
捜査については、司法警察官吏執務規則（1975年10月28日法務部令第175号）41条ないし45条に少年事件に関する特則がある。
司法警察官は、捜査を終結したときには、これをすべて管轄検察庁検事長又は支庁長に送致しなければならない（司法警察官吏執務規則54条）。もっとも、軽犯罪処罰法第2章（18歳未満の者を除く。同法5条2項4号）若しくは道路交通法第14章の規定による反則行為に係る特例の適用がある事件、又は即決審判に関する手続法の規定による即決審判を請求すべき事件については、この限りでない。また、触法少年又はぐ犯少年があるときは、警察署長は、直接管轄少年部に送致しなければならない（4条2項）。
検事は、少年の被疑事件について捜査を遂げた結果、罰金以下の刑（刑法50条1項、41条）に当たる犯罪又は保護処分に当たる事由があると認めるときは、関係書類及び証拠物全部とともに、事件を管轄少年部に送致しなければならない（49条1項、5条、少年審判規則7条2項）。すなわち、犯罪少年を保護処分に付すべきか否かは、少年部よりも先に検事が検討するわけである（検事先議制）。この点が、全件送致主義を採用する日本少年法41条及び42条1項と大きく異なる。
2000年から2004年までの5年間の検事による少年犯罪の処理区分は、起訴が約30%、不起訴が約54%、少年部送致が約17%を占めている。これを1994年から1996年までの3年間の数字と比較すると、不起訴の割合は概ね変わらないが、起訴の割合が減少し、その分少年部送致の割合が増加していることが分かる。それでも、少年事件の8割方が保護処分相当を理由として少年審判所に送致されていたといわれる日本旧少年法の運用状況と比較すると、韓国の検察当局の運用は刑事処分に傾斜しているといえる。
少年に対する拘束令状はやむを得ない場合でなければ発してはならず（55条1項）、少年を拘束する場合には、特別な事情がない限り、他の被疑者又は被告人と分離して収容しなければならない（同条2項）。ところが、日本においては、一般保護事件（犯罪非行のうち、道路交通法規違反を除いたもの）の終局決定件数（家庭裁判所に送致された犯罪少年の人員とほぼ一致すると考えられる。）のうち家庭裁判所が受理した時点で身柄付きのものが5分の1程度に止まるのに対して、韓国においては、検事が公判請求をした犯罪少年（韓国には一般保護事件と交通保護事件とを分離して分析した統計がないので、便宜上、道路交通法規違反が大半を占める略式請求人員を起訴人員から除いた公判請求人員をもって、日本の一般保護事件の送致人員と対比することにする。）の大半が拘禁されており、不起訴人員には拘禁されていないものが相当数含まれていると考えられることを考慮しても、捜査段階で身柄を拘束される犯罪少年が相当多いことが分かる（ただし、日本においては、全件送致主義を採用していることから、韓国においては立件されないような軽微な事件も立件されて、全体数を押し上げている可能性がある。）。
なお、韓国においては、犯罪少年が一定期間保護観察官（保護観察等に関する法律15条1項3号）又は民間の善導委員の善導を受け、再犯をせず、遵守事項を履行したときは起訴を猶予するという、善導条件付き起訴猶予制度が運用されており、相当数の犯罪少年（1995年には検事による少年部送致人員にほぼ匹敵していた。）がこの制度の適用を受けている。

## 刑事法院における審理・処分

### 審理・少年部送致
少年に対する刑事事件の審理は、審理に妨げがない限り、他の被疑事件から分離し（57条）、親切かつ温和にし（58条1項）、少年の心身状態、性行、経歴、家庭状況その他の環境等について正確な事実を究明することに特に留意しなければならない（同条2項）。
法院は、少年に対する被告事件を審理した結果、罰金以下の刑に当たる犯罪又は保護処分に当たる事由があると認めるときは、決定をもって、事件を管轄少年部に送致しなければならない（50条）。1995年度には公判で第一審の裁判を受けた少年の半分程度が50条により少年部に送致されており、早期矯正の理念に反しているとの批判もあった。前述のとおり、近年では検事が起訴ではなく少年部送致を選択する割合が増加しており、逆に、少年部の新受件数に占める刑事法院からの送致事件の割合は減少している。

### 刑の緩和等
罪を犯すとき18歳に満たない少年に対しては、死刑又は無期刑をもって処断すべきときは、15年の有期懲役を科する（59条）。また、少年の特性に照らして相当と認めるときは、その刑を減軽することができる（60条2項）。
少年が法定刑の長期2年以上の有期刑に当たる罪を犯したときは、その刑の範囲内において、長期（10年以下）と短期（5年以下）とを定めてこれを宣告（不定期刑）する（60条1項）。ただし、刑の執行猶予又は刑の宣告猶予を宣告する場合には、不定期刑を宣告することはできない（同条3項）。
18歳未満の少年に対しては、刑法70条の規定による留置宣告（換刑処分）をすることができない（62条本文）。

### 刑の執行
懲役又は禁錮の宣告を受けた少年に対しては、23歳に達するまでは、成人から分離してその刑を執行する（63条）。また、比較的短期間（無期刑については5年、15年の有期刑については3年、不定期刑については短期の3分の1）を経過すれば、仮釈放を許すことができる（65条；成人については刑法72条1項）。更に、仮釈放後、その処分を取り消されないで仮釈放前に執行を受けた期間と同一の期間を経過したときは、刑期又は長期の期間が経過していなくても、刑の執行を受け終わったものとされる（66条；成人については刑法76条1項）。
少年のとき犯した罪により刑の宣告を受けた者については、法令上の資格制限は、その刑の執行を受け終わり、又は執行の免除を受けたときに消滅する（67条）。

## 少年保護手続

### 少年部の構成
少年保護事件は、少年の行為地、居住地又は現在地の家庭法院少年部又は地方法院少年部（これらを単に「少年部」という。）が管轄し（3条1項、2項）、その審理及び処分の決定は、少年部単独判事が行う（同条3項）。
少年部には、少年調査官が置かれる（法院組織法53条1項、3項）。

### 補助人
本人又は保護者は、少年部判事の許可を受けて、補助人を選任することができる（17条1項）。保護者又は弁護士を補助人に選任する場合には、この許可を要しない（同条2項）。
補助人は、日本少年法における付添人に相当するもので、記録閲覧権（少年審判規則29条ただし書）、審理期日出席権（23条2項）、意見陳述権（25条1項）、抗告権（43条1項）等を有する。

### 調査
少年部判事の調査命令（11条1項）を受けた少年調査官は、事件を調査し、その結果を意見を付した書面で報告する（少年審判規則12条1項）。調査の目的は、非行に関する事実関係、少年の非行化の経緯及び保護者の保護能力、被害者に対する関係、再非行の危険性及び程度、少年の心神の状態等を明らかにすることにある（同規則11条1項）。そのために、少年調査官は、少年、保護者、参考人その他の必要な者に対して面接、観察又は心理テスト等をしたり（11条1項、少年審判規則11条3項）、必要な資料を取り寄せたり（同条2項）することができる。なお、少年調査官は、犯罪事実に関して少年を調査するときは、あらかじめ、少年に対し、不利な陳述を拒否することができることを告げなければならない（10条；日本少年審判規則29条の2前段が、審判期日についてのみの規定であることも参照）。
韓国においては、少年調査官制度が活性化されていないとの指摘もあるところである。

### 臨時措置・分類審査
少年部判事は、事件の調査又は審理を行うため必要があると認めるときは、少年の監護を少年分類審査院（旧称は少年鑑別所であり、日本の少年鑑別所に相当する。）に委託する等の臨時措置をとることができる（18条1項）。少年分類審査院への委託期間は1か月を超えることができないが、特に継続の必要があるときは、1回に限り延長することができる（同条3項）。もっとも、審理期日は少年分類審査院入院後26日ないし30日以内に行われるのが通例である。
少年分類審査院は、監護を委託された少年や少年部判事から要請があった在宅少年について、分類審査（少年院法24条、26条）を行い、その結果及び意見を少年部に通知する（同法27条1項）。少年部は、調査又は審理をするに当たっては、この分類審査結果及び意見を斟酌しなければならない（12条）。
少年分類審査院では、資質分類審査のための行動観察に加えて、宗教指導や親子間の手紙の交換奨励を含む生活指導が活発に行われている。

### 審理
少年部判事は、送致書及び調査官の調査報告により、事件の審理を開始することができず、又は開始する必要がないと認めるときは、審理不開始（日本の少年保護手続における審判不開始に相当する。）の決定を（19条1項前段）、事件を審理する必要があると認めるときは、審理開始の決定を（20条1項）、それぞれしなければならない。
審理期日には、少年部判事及び書記が列席し（23条1項）、少年が出頭しなければならない（少年審判規則24条。「欠席審理」の禁止）。少年調査官、保護者及び補助人は、審理期日に出席することができる（23条2項）。審理は非公開である（24条2項）。同一の少年に対する2以上の保護事件及び関連保護事件は、なるべく併合して審理しなければならない（少年審判規則25条2項）。
審理は、親切かつ温和にしなければならない（24条1項）。少年部判事は、まず、非行事実の内容を告げ、少年にその利益となる事実を陳述する機会を与え（少年審判規則25条1項）、必要な証拠調べを行う（26条1項）。少年調査官、保護者及び補助人は、審理に関し、意見を陳述することができる（25条1項）。
少年部判事は、審理の結果、保護処分をすることができず、又はする必要がないと認めるときは、不処分の決定をしなければならない（29条1項）。
審理不開始又は不処分の決定をするときは、少年に対して訓戒し、又は保護者に対して少年に対する厳格な管理及び教育をするよう告知することができる（19条2項、29条2項）。
少年保護事件に占める審理不開始決定及び不処分決定の各割合の合計は、概ね10%前後である。

### 保護処分等
少年部判事は、審理の結果、保護処分の必要があると認めるときは、保護処分の決定をし、審理期日において告知する（32条1項柱書、少年審判規則3条1項）。
保護処分には、保護者又はこれに代わる者への監護の委託、保護観察（短期（6か月）・長期（2年。1年の範囲内で1回に限り延長可能））、児童福祉施設等への監護の委託（6か月。6か月の範囲内で1回に限り延長可能）、病院等への委託（6か月。6か月の範囲内で1回に限り延長可能）、少年院送致（短期（6か月以内）・長期）がある（32条1項各号、33条1項～3項、5項）。保護者に代わる者等への監護の委託と保護観察とは併合することができ（32条2項）、保護観察に付された16歳以上の少年に対しては、社会奉仕命令又は受講命令を同時に命ずることができる（32条3項）。
少年部判事は、犯罪少年又は触法少年について、保護処分をするときは、犯罪供用物件等を没収することができる（34条1項）。
少年部は、一定の場合に事件を検事に送致する（7条1項、2項、49条2項）が、実務上は、このような検事送致決定は極めて少ない。

### 抗告
保護処分の決定に、その決定に影響を及ぼす法令違反若しくは重大な事実誤認があるとき、又は処分が著しく不当なときは、本人、保護者、補助人又はその法定代理人は、管轄家庭法院又は地方法院本院合議部に対し、抗告をすることができる（43条1項）。
抗告法院は、抗告の手続が法律の規定に違反したとき、又は抗告に理由がないと認めるときは、抗告を棄却し（45条1項）、抗告に理由があると認めるときは、原決定を取り消して、事件を原少年部に差し戻し、又は他の少年部に移送しなければならない（同条2項）。